# Nguyễn Phú Trọng
Nguyễn Phú Trọng (Hanoi, 14 aprile 1944 – Hanoi, 19 luglio 2024) è stato un politico vietnamita, Segretario generale del Partito Comunista del Vietnam dal 2011 al 2024 e Presidente del Vietnam dal 2018 al 2024.
In qualità di segretario generale, Nguyễn Phú Trọng diresse il Segretario della Commissione militare centrale, oltre ad essere de facto il capo del politburo, il massimo organo decisionale del Vietnam.

## Biografia
Nacque nel comune di Đông Hội, nel distretto di Đông Anh, oggi parte di Hanoi. Studiò filologia e conseguì un dottorato di ricerca in filosofia all'Università nazionale del Vietnam di Hanoi, dove studiò dal 1963 al 1968. In seguito, ottenne un ulteriore dottorato di ricerca in giurisprudenza e un master in diplomazia all'Università nazionale di Ho Chi Minh, diventando ufficialmente membro del Partito Comunista del Vietnam(in passato Partito dei Lavoratori del Vietnam) nel dicembre 1968. Lavorò poi come redattore del Tạp chí Cộng Sản (Rassegna Comunista), il principale organo teorico e politico del Partito Comunista del Vietnam nel periodo compreso dal 1968 al 1973, dal 1976 al 1981 e dal 1983 al 1996. Dal 1991 al 1996, ricoprì il ruolo di capo redattore del Tạp chí Cộng Sản.
Nel 1981 si recò in Unione Sovietica per studiare all'Accademia delle scienze dell'URSS, dove ottenne una candidatura in scienze storiche nel 1983. Nel 1998 entrò a far parte della sezione di partito dedicata al lavoro politico, diventando uno dei più importanti teorici politici vietnamiti, dirigendo il consiglio teorico del comitato centrale di partito dal 2001 al 2006.
Nguyễn fu un teorico marxista competente e per molto tempo ebbe scontri con diversi membri del partito per la "perdita della loro virtù marxista-leninista".
Fu membro del comitato centrale del partito dal 1994, dell'ufficio politico dal dicembre 1997 e un deputato dell'Assemblea nazionale dal maggio 2002. Dal gennaio al giugno 2006 fu segretario del comitato esecutivo di partito di Hanoi, carica che lo rese di fatto la persona più potente nella gerarchia cittadina. Il 26 giugno 2006 fu eletto Presidente dell'Assemblea nazionale. Durante questo periodo fu anche eletto segretario dell'organizzazione di partito all'interno dell'assemblea nazionale e membro del consiglio per la difesa e la sicurezza.
Fu eletto Segretario generale del Partito Comunista del Vietnam nel 2011. Il 5º plenum dell'11º comitato centrale decise di nominarlo a capo della direzione del comitato centrale anti-corruzione togliendo il controllo del comitato dal primo ministro dalla carica.
Il 6 luglio 2015 si recò negli Stati Uniti iniziando la sua visita ufficiale il 10 luglio. Questa visita coincise con il traguardo dei vent'anni da quando Stati Uniti e Vietnam normalizzarono le relazioni diplomatiche. I colloqui con il presidente Barack Obama riguardarono i diritti umani, il commercio, la sicurezza, la difesa e il Partenariato Trans-Pacifico.
Fu eletto per un secondo mandato come Segretario generale del Partito Comunista del Vietnam nel 2016 e nel 2018 fu eletto Presidente del Vietnam, come successore ufficiale di Trần Đại Quang. Fu considerato un esponente di spicco del partito e una figura di rilievo nella politica vietnamita.
Fu rieletto per la terza volta Segretario generale del Partito Comunista del Vietnam durante il XIII congresso del Partito conclusosi il 1º febbraio 2021. Il 5 aprile 2021 lasciò la carica di Presidente della Repubblica a Nguyễn Xuân Phúc.

## Opere pubblicate

### Libri
- Nguyen Phu Trong (2004). Viet Nam on The Path of Renewal. Hanoi: Thế giới Publishers. 351 p.[15]
- Nguyen Phu Trong (2015). Renewal in Việt Nam: Theory and Reality. Hanoi: Thế giới Publishers. 397 p.[16]
- Nguyen Phu Trong; Tran Dinh Nghiem; Vu Hien (1995). Vietnam from 1986. Hanoi: Thế giới Publishers. 116 p.[17]